# Sitticus magnus
Sitticus magnus är en spindelart som beskrevs av Chamberlin, Ivie 1944. Sitticus magnus ingår i släktet Sitticus och familjen hoppspindlar. Inga underarter finns listade i Catalogue of Life.